# 弥生慰霊祭記念柔道剣道試合
弥生慰霊祭記念柔道剣道試合（やよいいれいさいきねんじゅうどうけんどうしあい）は、弥生慰霊祭を記念して行なわれる柔道・剣道大会。会場は日本武道館。

## 歴史
1885年（明治18年）10月7日、警視庁 (内務省)は殉職者を慰霊するため弥生神社を本郷区（現文京区）向ヶ丘に造営し、同年11月8日に第1回奉納武術大会を開催した。同年警視総監に就任した三島通庸は警察官の士気高揚と斯道奨励のため武術を振興し、例年大会が開かれるようになった。この大会は「弥生祭武術大会」、「警視庁武術大会」と呼ばれ全国から剣術家や柔術家が参加した。
剣術の部は警視庁の撃剣世話掛を務める上田馬之助、逸見宗助、真貝忠篤、得能関四郎、三橋鑑一郎、坂部大作らをはじめとして、部外から高山峰三郎、奥村左近太、根岸信五郎など有名な剣術家が参加した。現在も警視庁に伝わる警視流撃剣の形は1886年（明治19年）の大会の席上で定められたという。
柔術の部では当時柔術界の新興勢力であった講道館柔道の西郷四郎、山下義韶、横山作次郎、富田常次郎らが参加し、他の柔術に2、3の引き分けの他は勝ったことから、講道館柔道が警視庁に採用されることとなった。この試合は小説姿三四郎に描かれよく知られている。
太平洋戦争後は初代警視総監川路利良の命日である10月13日の前後に日本武道館において開かれ、警視庁、東京消防庁及び皇宮警察本部の選手が参加している。